# Ружинци (община)
Ружинци (болг. Община Ружинци) — община в Болгарии. Входит в состав Видинской области. Население составляет 5170 человек (на 21.07.05 г.).

## Состав общины
В состав общины входят следующие населённые пункты:
1. Бело-Поле
2. Гюргич
3. Динково
4. Дражинци
5. Дреновец
6. Плешивец
7. Роглец
8. Ружинци
9. Тополовец
10. Черно-Поле